# Gert Naue
Gert Naue  (* 21. Juli 1934 in Leipzig) ist ein deutscher Ingenieur und Professor für Technische Strömungsmechanik. Er war von 1975 bis 1981 Rektor der Technischen Hochschule „Carl Schorlemmer“ Leuna-Merseburg.

## Leben
Gert Naue wurde in einer antifaschistisch eingestellten Arbeiterfamilie in Leipzig geboren. Hier begann er 1941 seine Schulausbildung, die er 1953 mit dem Abitur an der Petri-Oberschule abschließen konnte. Anschließend absolvierte er ein Studium der Luftfahrttechnik an der Technischen Hochschule Dresden, das er 1958 als Diplomingenieur für Aerodynamik beendete. Es schloss sich eine Aspirantur an, die 1962 unter Betreuung von Werner Albring zur Promotion führte, wobei die Kühlung an rotierenden Scheiben behandelt wurde.
Sein Berufseinstieg in der Industrie erfolgte 1961 in der Forschungs- und Versuchsanstalt für Strömungsmaschinen in Pirna bei Dresden, wo er Abteilungsleiter für Thermodynamik wurde. Im Jahre 1965 wurde er als Dozent an die Technische Hochschule „Carl Schorlemmer“ Leuna-Merseburg berufen. Bereits im folgenden Jahr erlangte er seine Habilitation an der Technischen Universität Dresden zur Berechnung wirbelbehafteter inkompressibler Strömungen mit Hilfe eines Differenzenverfahrens. Im Jahre 1967 wurde er als Professor für Technische Strömungsmechanik der TH Leuna-Merseburg berufen.
1970 wurde er zum Dekan gewählt. Es folgte 1971/72 ein Studienaufenthalt an der Sibirischen Abteilung der Akademie der Wissenschaften der UdSSR in Nowosibirsk. Nach seiner Rückkehr war er von 1973 bis 1975 Prorektor für Forschung, und in dieser Funktion wurde er 1974 als „Held der Arbeit“ ausgezeichnet. 
An seine Tätigkeit als Prorektor schloss sich von 1975 bis 1981 eine Wahlperiode als Rektor der TH Leuna-Merseburg an in der Nachfolge von Hans-Heinz Emons. Seine Nachfolgerin im Amt des Rektors wurde Margit T. Rätzsch.
Naue konzentrierte die Schwerpunkte seiner Forschungsarbeiten für die Verfahrenstechnik auf Strömungsmodellierung und Strömungssimulation sowie deren Anwendung auf komplexe Ausbreitungsrechnungen. Weiterhin erbrachte er grundlegende Arbeiten zur Modellierung von Transportprozessen in Fluiden auf der Grundlage von Feldern.
Im Jahre 1992 trat Naue in den Ruhestand, er wurde zugleich Mitbegründer eines Ingenieurbüros und übt hier weiterhin eine Ingenieurtätigkeit sowie Gutachteraufgaben aus. Naue lebt seit dieser Zeit in Dresden.

## Schriften (Auswahl)
- Kühlung von rotierenden Scheiben bei zentraler Anblasung. Dissertation, Technische Universität Dresden, Fakultät für Maschinenwesen, 1962.
- Eine Methode zur Berechnung wirbelbehafteter inkompressibler Strömungen mit Hilfe eines Differenzenverfahrens.  Habilitationsschrift, TU Dresden, Fakultät für Maschinenwesen, 1966.
- Technische Strömungsmechanik. Deutscher Verlag für Grundstoffindustrie, Leipzig 1978, 2. Auflage 1979.
- Technische Strömungslehre. Deutscher Verlag für Grundstoffindustrie, Leipzig 1978, 2. Auflage 1979, 3. Auflage 1983, 4. Auflage 1988.
- mit Günter Bärwolff: Transportprozesse in Fluiden. Deutscher Verlag für Grundstoffindustrie, Leipzig 1992.
- Was ist Fluid-Turbulenz? Turbulente Oszillation und Konvektion. Twentysix, Dresden 2016.